# 凤凰街道 (自贡市)
凤凰街道，原为凤凰乡，是中华人民共和国四川省自贡市大安区下辖的一个乡镇级行政单位。2018年撤乡设镇。。区划代码改为510304109。
2019年9月撤镇设街道。以原凤凰镇所属行政区域为凤凰街道的行政区域，凤凰街道办事处驻马吃水金鱼路61号。

## 行政区划
凤凰街道下辖以下地区：
永胜社区、凤凰社区、济公社区、远达花园社区、山水名苑社区、盐都花园社区、济公村、凤凰村和永胜村。